# Haw (rivière)
Pour les articles homonymes, voir Haw.
La Haw est une rivière des États-Unis de 177 km de long qui coule en Caroline du Nord. Elle est une des deux rivières qui constituent le fleuve Cape Fear en confluant avec la Deep.

## Source de la traduction
- (en) Cet article est partiellement ou en totalité issu de l’article de Wikipédia en anglais intitulé « Haw River » (voir la liste des auteurs).